# Амир Казић Лео
Амир Казић Лео (Томина, Сански Мост, 17. октобар 1965) је босанскохерцеговачки и хрватски поп певач који је регионалну славу стекао почетком двехиљадитих. Више пута је наступао на Дори. Најпознатији је по песмама Љуби, Љубице и Крени, дуету са Северином. У српским таблоидима је представљан као тајни ванбрачни син Здравка Чолића, што је касније демантовано. Живи у Бртонигли у Хрватској.

## Дискографија

### Албуми
- Јелена (1989, Дискос)
- Лео (1996, Еутерпа, Кроејша рекордс)
- Љубав живота (1998, Нимфа саунд)
- Крени  (1999, Нимфа саунд)
- Само свој (2002, Кроејша рекордс)
- Проклета љубав (2005, Хит рекордс)
- Кревет од ружа (2007, Хит рекордс)
- Бољи него ја (2010, Хит рекордс)
- У добрим рукама (2018, Хит рекордс)[3]

### Синглови
- Мартина (1991)
- Пјесма домовини (1992)
- Амир (1995)
- Хрватски стари сватови (1996)
- Ивана (1996)
- Липо те је видит (1997)
- Љубав има лажни сјај (1997)
- Она није дошла (2000)
- Срам те било (2001) Радијски фестивал Водице
- Љуби, Љубице (2002)
- Крени (2002) дует са Северином
- Милијун (2003) Сунчане скале
- Е баш је штета (2004)
- То воду не пије (2005) дует са Селмом Бајрами
- Не смијем те вољети (2011) са Долорес Ламбаша
- Кревет од ружа (2013)
- Напиши једну љубавну (2018) са Кемалом Монтеном
- Фатма (2019) Славонија фест
- Дан по дан (2020)
- У борешкој ноћи модрој (2021)
- Да могу бирати (2021)
- Хоћу (2022)
- Кабаре (2023)
- Пола човјека (2023)
- Ријека живота (2023)

## Фестивали
Дора, Опатија:
- Постојиш само ти, '96
- Моје небо, '97

Осфест, Осијек:
- Хрватски стари сватови, '96
- Ја не могу даље поћ, '97

Мелодије хрватског Јадрана, Сплит:
- Липо те је видит (дует са Бланшом Ордуљ), '97
- Она није дошла, 2000

Задар:
- Љубав живота, '97
- На крају крајева, 2010

Хрватски радијски фестивал:
- Љубав има лажни сјај, '97
- Срам те било, 2001
- Е, баш је штета, 2004
- Кад страсти нестане, 2005
- Хеј, љубави стара, 2006
- Што су ме усне лагале твоје, 2007
- Натенане, 2008
- Волим те свеједно, 2009

Бихаћ:
- Нека, нека, нека ти (Вече забавне музике), '98

Међународни фестивал Форте, Сарајево:
- Ти можеш све, 2000

Подгорица:
- Срам те било, 2001

Сунчане скале, Херцег Нови:
- Милијун, 2003
- Ко зна, 2004

Загорска кријесница, Крапина:
- Ако вараш, 2005

Златне жице Славоније, Пожега:
- Не гледај ме тако (Вече песме и вина), 2006
- Буди моја или његова (Вече песме и вина, дует са Жељком Лапецом), 2012

Пјесма Медитерана, Будва:
- Кревет од ружа, 2007

Етнофест, Неум:
- Небаркај ме, небаркај, 2016

Славонијафест CMC 200, Славонски Брод:
- Фатма, 2016

CMC festival, Водице:
- Да могу бирати, 2021
- Пола човјека, 2023
- Раширена капија, 2024
- Нисам ти се надао, 2025

Загреб:
- Ријека живота, 2023

Далматинска шансона, Шибеник:
- Небо боје трешања, 2025